# Joy Division The Complete BBC Recordings
Joy Division The Complete BBC Recordings es una colección de las dos sesiones que la banda Joy Division realizó para John Peel, además de dos canciones y una entrevista tomadas para el programa "Something Else" del canal BBC Television. Este fue lanzado en 2000. El álbum fue relanzado como "Before and After - The BBC Sessions" en 2004, el cual incluye los mismos tracks pero también viene con el álbum de New Order. El tracklist completo del álbum fue lanzado más adelante como el segundo disco de The Best of Joy Division en 2008.

## Lista de canciones
Todas las canciones escritas por Joy Division.
LP (SFRSLP094) y CD (SFRSCD094)
1. "Exercise One" - 2:32
2. "Insight" - 3:53
3. "She's Lost Control" - 4:11
4. "Transmission" - 3:58
5. "Love Will Tear Us Apart" - 3:25
6. "Twenty Four Hours" - 4:10
7. "Colony" - 4:05
8. "Sound of Music" - 4:27
9. "Transmission" - 3:18
10. "She's Lost Control" - 3:44
11. "Ian Curtis y Stephen Morris entrevistados por Richard Skinner" - 3:32